# Операція «Трактабл»

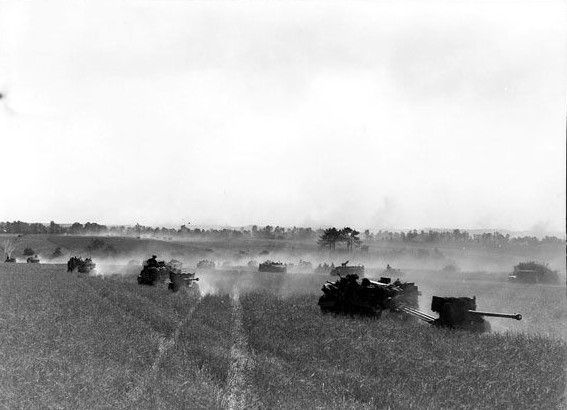
Початок наступу. Канадські війська просуваються в напрямку Фалез. 14 серпня 1944

Карта дій канадської 1-ї армії в ході операції «Оверлорд». Перша стадія — операція «Тоталайз», друга — «Трактабл»

Операція «Трактабл» (англ. Operation Tractable) — наступальна операція канадських та польських військ за підтримки британської бронетанкової бригади, проведена в період з 14 по 21 серпня 1944 року в ході операції «Оверлорд». Основним завданням операції було захоплення союзними військами стратегічно важливого французького міста Фалез та довколишніх міст Трен і Шамбуа. Основні сили союзників (1-ша канадська армія та 1-ша польська бронетанкова дивізія), діючи за планом операції на правому фланзі проти військ групи армій «В», спроміглися 19 серпня 1944 року частково зімкнути кільце оточення навколо значного угруповання німецьких військ. У Фалезький котел потрапило майже 150 000 солдатів Вермахту.
Хоча проміжок у Фалезькому мішку був звужений до кількох сотень метрів, у результаті запеклих боїв між бойовими групами 1-ї польської бронетанкової дивізії та II танкового корпусу СС за висоту 262 (Монт Ормель) розрив не був повністю закритим і тисячі німецьких військ, кинувши свою штатну техніку та озброєння, втекли пішки. Протягом двох днів майже безперервних боїв польські війська за підтримки артилерійського вогню зуміли в рукопашному бою стримати контратаки семи німецьких дивізій. 21 серпня частини 1-ї канадської армії звільнили поляків, які вижили, і запечатали Фалезький мішок, з'єднавшись з 3-ю американською армією. Це призвело до капітуляції та захоплення решти частин німецької 7-ї армії, що опинилися в оточенні.

## Історія

### Передумови
Після прориву американських 1-ї та 3-ї армій з Нормандського плацдарму в ході операції «Кобра» 25 липня 1944 року Адольф Гітлер віддав наказ про негайний контрнаступ шляхом проведення операції «Льєж». Генерал-лейтенант Омар Бредлі — командувач 12-ю групою армій США — був заздалегідь проінформований про підготовку гітлерівськими військами контрнаступальної операції завдяки радіоперехопленням «Ультри» та розшифровки німецького замислу, і таким чином підготував свої війська та командирів до відсічі ворожого контрнаступу та оточення якомога більшої частини противника, наскільки це можливо. У другій половині 7 серпня сили німців, що діяли в операції «Льєж», були розгромлені узгодженими діями американських військ, масштабними ударами винищувальної та бомбардувальної авіації союзників. Унаслідок активних дій союзників сили німецької 7-ї армії були ще більше охоплені наступом союзників із Нормандії.
Після зриву невдалого німецького наступу місто Фалез стало основною метою сил Співдружності, оскільки його захоплення практично відрізало всю групу армій «B» генерал-фельдмаршала Гюнтера фон Клюге. Щоб досягти цього, генерал Гаррі Крірар, командувач новосформованої 1-ї канадської армії, і генерал-лейтенант Гай Сімондс, який командував 2-м канадським корпусом, спланували операцію під кодовою назвою «Тоталайз». Головною метою цього наступу визначався прорив німецької оборони в англо-канадському секторі фронту. Замислом операції «Тоталайз» передбачалося проведення незвичайної нічної атаки за підтримки важкої бомбардувальної авіації та масоване застосування нових бронетранспортерів «Кенгуру» для швидкого прориву німецької оборони й розвитку наступу в оперативній глибині. Незважаючи на початкові досягнення на хребті Вер'єр і поблизу Сенто, 9 серпня наступ канадської армії зупинився, і потужні контратаки німців призвели до великих втрат у канадських і польських танкових і піхотних дивізіях. До 10 серпня канадські війська досягли пагорба 195 на північ від Фалеза. Але, вони не змогли просунутися далі й не змогли захопити Фалез.

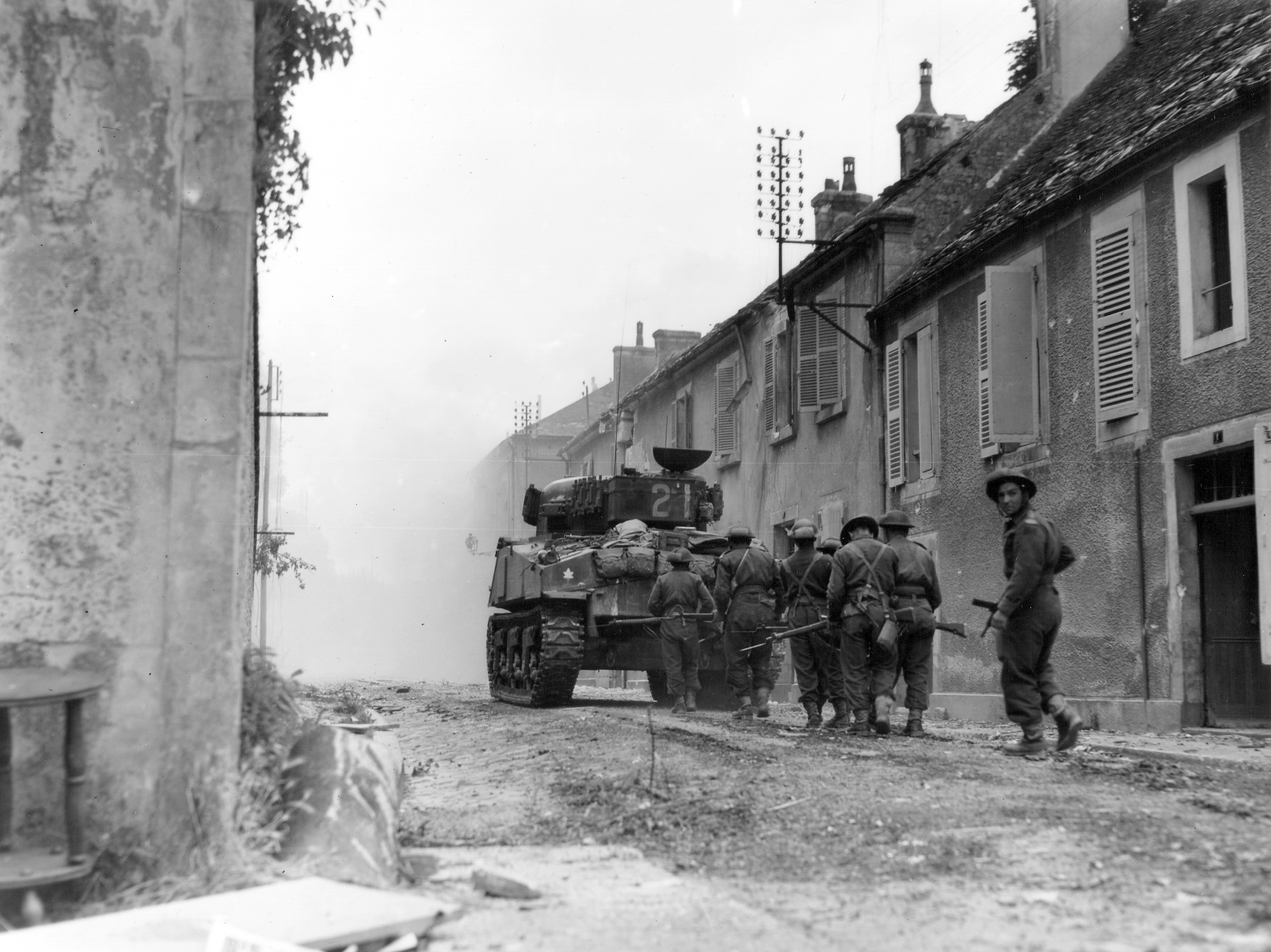
Канадські солдати під прикриттям танку «Шерман» просуваються по вулицях французького міста Фалез

### Битва

#### 14-18 серпня
Операція «Трактабл» почалася о 12:00 14 серпня, коли 800 важких бомбардувальників Avro Lancaster і Handley Page Halifax британського Бомбардувального командування ПС завдали удару по німецьких позиціях уздовж фронту. Як і у випадку з «Тоталайз», багато бомбардувальників помилково скинули свої бомби далеко від своїх цілей, спричинивши 400 втрат серед польських та канадських військових. Під прикриттям димової завіси, встановленої їхньою артилерією, дві канадські дивізії поринули вперед. Незважаючи на те, що лінія їх видимості була зменшена, німецьким підрозділам, що перебували в обороні, все ж вдалося завдати серйозних втрат канадській 4-ій танковій дивізії, зокрема загинув командир 4-ї бронетанкової бригади бригадир Леслі Бут, коли дивізія рухалася на південь до Фалеза. Протягом дня постійними атаками канадській 4-й та 1-й польській танковим дивізіям вдалося форсувати річку Лазо. Обмежений доступ до пунктів переправи через річку Дів дозволив німецькому 102-му важкому танковому батальйону СС успішно проводили контратаки. Пізно вдень французьке місто Потіньї нарешті було визволене польськими військами. Наприкінці першого дня частини канадських 3-ї та 4-ї дивізій досягли висоти 159, прямо на північ від Фалеза, хоча їм не вдалося прорватися до міста. Щоб підтримати свій наступ, Сімондс наказав канадській 2-ій піхотній дивізії рухатися на фронт, сподіваючись, що цього підкріплення буде достатньо, щоб його війська змогли захопити місто.
Хоча просування першого дня було повільніше, ніж очікувалося, операція «Трактабл» відновилася 15 серпня; обидві танкові дивізії просунулися на південний схід до Фалеза. Канадська 2-га і 3-тя піхотні дивізії — за підтримки 2-ї канадської танкової бригади — продовжили рух на південь до міста. Після запеклих боїв 4-та бронетанкова дивізія захопила Сулангі, але досягнуті успіхи були мінімальними, оскільки сильний опір німців перешкоджав замисленому прориву до Труна. 16 серпня 2-га канадська піхотна дивізія увірвалася у Фалез, наштовхнувшись на незначний спротив розосереджених осередків опору підрозділів Ваффен-СС і піхоти вермахту. Хоча для того, щоб ліквідувати весь опір у місті, знадобилося ще два дні, перша головна мета операції «Трактабл» була досягнута. Сімондс почав реорганізовувати основну частину своїх бронетанкових сил для відновлення прориву до Труна, щоб закрити капкан навколо Фалеза.
16 серпня польська і канадська бронетанкові дивізії розпочали попередні атаки в контексті підготовки повномасштабного наступу на Трун і Шамбуа. 17 серпня обидві танкові дивізії 1-ї канадської армії перейшли в атаку На початку дня польська 1-ша танкова дивізія обійшла 12-ту танкову дивізію СС, дозволивши кільком польським формуванням посприяти 4-ій бронетанковій дивізії та значно розширити плацдарм на північний захід від Трун. Станіслав Мачек — командир польської дивізії — розділив свої сили на три бойові групи, кожна з танкового полку за підтримки піхотного батальйону. Одна з полкових бойових груп відрізала Трун від головних сил противника та узяла панівні висоти біля міста в долині річки Дів, що дозволило канадській 4-ї танковій дивізії провести потужний штурм на Трун. Уранці 18 серпня місто було визволено від нацистів.
Коли канадські та польські війська звільняли Трун, друга бронетанкова бойова група Мачека прорвалася на південний схід, захопила Шампо та провела перші атаки на Шамбуа. Найближча ділянка прориву була на відстані лише 6 км від сил V корпусу США в місті. До вечора 18 серпня всі бойові групи Мачека закріпилися безпосередньо на північ від Шамбуа (одна за межами міста, одна біля Вімутьє і одна біля підніжжя пагорба 262). Оскільки підкріплення з 4-ї канадської танкової дивізії швидко прибуло, Мачек був в ідеальному положенні, щоб скоротити розрив наступного дня. Успішні дії польської бронетанкової дивізії також спонукали генерал-фельдмаршала Вальтера Моделя тримати «мішок», що утворювався відкритим.

#### 19 серпня
Зранку 19 серпня генерал Сімондс остаточно уточнив своїм командирам дивізій плани щодо ліквідації розриву. 4-та бронетанкова дивізія мала атакувати в напрямку Шамбуа, на західному фланзі двох бойових груп 1-ї польської бронетанкової дивізії. Дві додаткові польські бойові групи завдавали удару на схід, убезпечивши висоту 262, щоб прикрити східні фланги ударного угруповання союзників. 2-га і 3-тя піхотні дивізії продовжили б наступи на північні фланги Фалезького «мішка», завдаючи важких втрат виснаженим останкам 12-ї танкової дивізії СС. Штурм розпочався майже відразу після узгоджувальної наради, коли одна бойова група поляків атакувала в загальному напрямі на Шамбуа, а «оперативна група Каррі» від 4-ї танкової дивізії прикривала їхнє просування. Одночасно дві польські бойові групи рушили на висоту 262. Незважаючи на сильний опір німців, бойова група Згожельського змогла опанувати висоту 137, безпосередньо на захід від панівної висоти 262. До півдня бойова група Стефановича захопила висоту, знищивши при цьому німецьку піхотну роту, що оборонялася на її схилах. Однак, у результаті боїв польські війська зазнали значних втрат в особовому складі та техніці, це становило майже 50 % від загальних втрат усієї 1-ї канадської армії.
Пізно ввечері 19 серпня канадські та польські війська з'єдналися з американськими 80-ю та 90-ю дивізіями, які вже дислокувалися в місті. Розрив у Фалезькому «мішку» був закритий, сили Моделя виявилися у пастці. Коли коло оточення замкнулося, ІІ танковий корпус СС відразу почав контратаку на польські війська, що укріпилися на висоті 262, сподіваючись знову утворити дірку в обороні союзників. Оскільки американські та канадські війська в цей час вели затяті бої з німецькими військами у своїх секторах, польським військам довелося захищатися від двох гітлерівських елітних танкових дивізій, щоб утримати розрив.

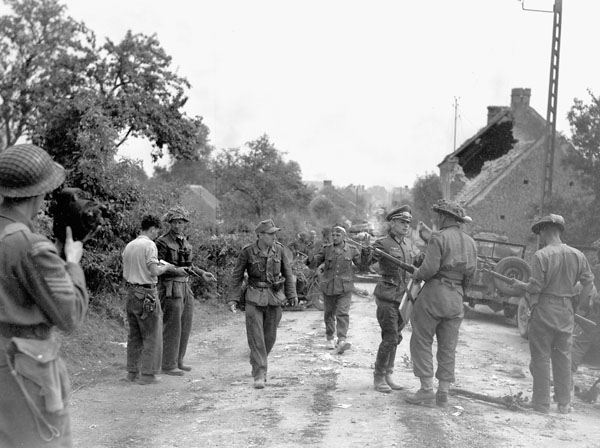
Канадський майор Девід Вівіан Каррі приймає капітуляцію німецьких військ поблизу н.п. Сент-Ламбер-сюр-Дів. 19 серпня 1944

#### 20 серпня

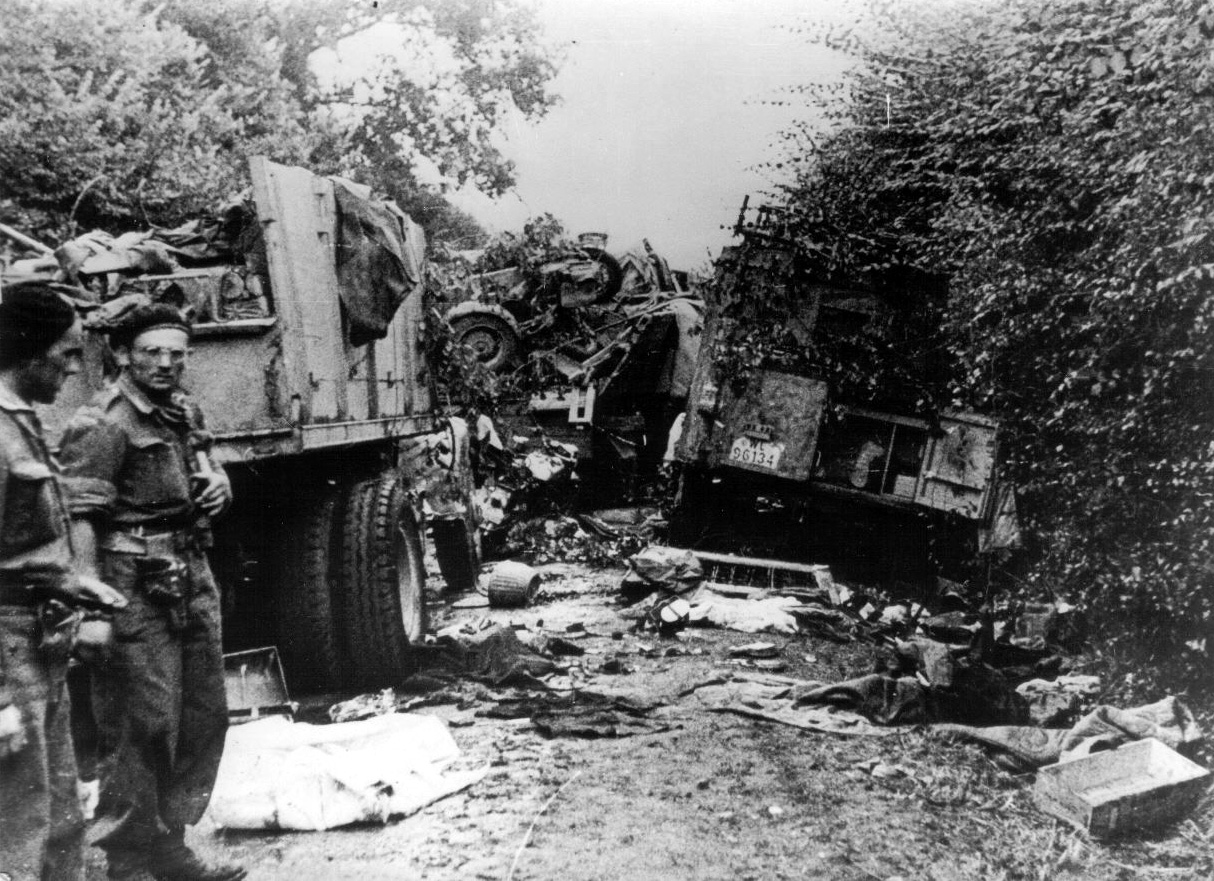
Польські воїни на фоні розгромленої німецької танкової колони в ході боїв за висоту 262. Серпень 1944

Вранці 20 серпня два німецьких з'єднання — 2-га та 9-а танкові дивізії СС атакували польські позиції на висоті 262. У той же час 16-та піхотна та 12-та танкові дивізії СС атакували американські та канадські сили зсередини кільця оточення, прориваючи в такий спосіб невеликі шляхи через позиції союзників. До середини ранку 2000 вцілілих бійців німецької 2-ї парашутної дивізії зуміли прорватися крізь канадські позиції вздовж річки Дів, а також у районі висоти 117. Приблизно опівдні кільком підрозділам 10-ї, 12-ї СС та 116-ї танкових дивізій вдалося прорвати ці ослаблені позиції союзників.
До середини дня підкріплення з бронетанкової бойової групи, сформованої з полку Південної Альберти та канадських горців Аргайл і Сазерленд під командуванням майора Девіда Вівіана Каррі, вдалося досягти Сент-Ламбер-сюр-Дів, зірвавши спробу решток двох німецьких армій вирватися з мішку оточення. Протягом наступних 36 годин бойова група відбивала майже безперервні атаки німецьких військ, знищивши сім німецьких танків, дванадцять 88-мм протитанкових гармат і 40 автомобілів. У жорстоких боях навколо Ламбер-сюр-Діва бойова група Каррі змогла завдати майже 2000 втрат німецьким військам, у тому числі 300 було вбито та 1100 взято у полон. До вечора 20 серпня німці вичерпали свої сили у спробах прорватися через Сен-Ламбер-сюр-Дів; уціліли члени 84-го корпусу генерал-лейтенанта Отто Ельфельдта, здалися канадським та американським військам поблизу Шамбуа. За свої дії біля Сент-Ламбер-сюр-Дів Девід Каррі був нагороджений хрестом Вікторії, ставши єдиним канадцем, удостоєним цієї нагороди за бойові заслуги в Нормандській кампанії.
У той час як бронетанкова бойова група майора Каррі стримувала німецькі сили за межами Сент-Ламберта, дві бойові групи польської 1-ї бронетанкової дивізії Мачека вели тривалий бій з двома добре навченими танковими дивізіями СС. Протягом ночі 19 серпня польські війська закріпилися вздовж південної, південно-західної та північно-східної ліній підходу до висоти 262. Безпосередньо на південний захід від гори Ормель німецькі підрозділи рухалися по тому, що згодом стало відомим як «коридор смерті», оскільки поляки завдали великих втрат німецьким військам, які рухалися в бік гори Ормель під добре скоординованим артилерійським обстрілом. Польську піхоту та броню підтримували гармати Королівської артилерії (AGRA) за сприянням артилерійського спостерігача П'єра Севіньї. Допомога капітана П'єра Севіньї була вирішальною для захисту висоти 262, і пізніше він отримав Virtuti Militari (найвищу військову нагороду Польщі) за свої бойові заслуги під час битви.
З північного сходу 2-га танкова дивізія СС готувала штурм позицій польської 1-ї бронетанкової дивізії, які окопалися на пагорбі 262, силами чотирьох піхотних батальйонів і двох танкових полків. 9-та танкова дивізія СС мала атакувати з півночі, водночас не даючи канадським підрозділам посилити польську бронетанкову дивізію. Зумівши вирватися з Фалезького мішку, 10-та СС, 12-та СС і 116-та танкові дивізії атакували висоту 262 з південного заходу. Якби цю важливу перешкоду вдалося усунути, німецькі підрозділи могли б розпочати повний вихід із оточення.
Першу атаку на польські позиції здійснив полк «Фюрер» 2-ї танкової дивізії СС. Хоча стрілецькому батальйону «Подхале» вдалося відбити атаку, він витратив на це значну кількість своїх боєприпасів. Друга атака була нищівною для бронетанкових сил польських бойових груп. Один німецький танк, розташований на висоті 239 (на північний схід від Монт Ормель), зміг протягом двох хвилин знищити п'ять середніх танків «Шерман». У цей час 3-тя парашутна дивізія разом із танковим полком 1-ї танкової дивізії СС атакувала Мон-Ормель зсередини Фалезького котлу. Ця атака була відбита артилерією, яка фактично розтрощила німецьку піхоту та бронетехніку, що наближалися до їхніх позицій.
Оскільки штурм з південного заходу видихнувся, 2-га танкова дивізія СС відновила атаку з північного сходу на хребет. Зважаючи на те, що польські підрозділи тепер були зосереджені на південних позиціях, 2-ій дивізії СС вдалося до полудня пробити шлях до 3-ї парашутної дивізії, пробивши коридор із оточення. До середини дня близько 10 000 німецьких військ втекли через коридор. Незважаючи на те, що польські війська були розбиті сильними контратаками, поляки продовжували утримувати висоту на горі Ормель, яку вони називали «Булава» (пол. Maczuga), завдаючи смертельних втрат німецьким військам, які пройшли, використовуючи добре скоординований артилерійський вогонь. Роздратований присутністю цих підрозділів, які завдавали великої шкоди його людям, генерал-полковник Пауль Гауссер — командувач 7-ю армією — наказав «ліквідувати позиції». Хоча значні сили, включаючи 352-гу піхотну дивізію та кілька бойових груп 2-ї танкової дивізії СС, завдали значних втрат 8-му та 9-му батальйонам 1-ї польської бронетанкової дивізії, контрнаступ було відбито. Битва коштувала полякам майже всіх боєприпасів, залишивши їх у важкому становищі.
О 19:00 20 серпня було влаштовано 20-хвилинне припинення вогню, щоб німецькі війська могли евакуювати велику колону медичних машин. Одразу після проходження цих машин бої відновилися та посилилися. Хоча німці були неспроможні витіснити польські війська, захисники висоти 262 досягли межі виснаження. Оскільки запаси боєприпасів були надзвичайно низькими, поляки були змушені спостерігати, як залишки XLVII танкового корпусу тікають з мішку. Незважаючи на це, польська артилерія продовжувала обстрілювати кожен німецький підрозділ, який увійшов у коридор евакуації. Стефанович — командир польських бойових груп на висоті 262 — скептично ставився до шансів своїх сил на виживання:
Панове. Все втрачено. Я не вірю, що канадцям вдасться нам допомогти. У нас залишилося всього 110 людей, по 50 снарядів на гармату і 5 снарядів на танк… Боріться до кінця! Здаватись есесівцям безглуздо, ви це добре знаєте. Панове! Удачі — сьогодні ввечері ми помремо за Польщу та цивілізацію. Ми будемо битися до останнього взводу, до останнього танка, потім до останньої людини.

#### 21 серпня
Вночі німецькі та польські війська, які билися за Мон Ормель, продовжили змагатися. Бої були спорадичними, оскільки обидві сторони уникали прямого контакту одна з одною. Часті польські артилерійські обстріли переривали спроби німців відступити з сектора. Вранці німецькі атаки на позиції відновилися. Хоча не так скоординовано, як напередодні, атака все ж зуміла досягти останнього з польських захисників на горі Ормель. Оскільки польські сили, що залишилися, відбили штурм, їхні танки були змушені використати останні боєприпаси.
Приблизно о 12:00 останні есесівці почали остаточний штурм позицій 9-го батальйону. Польські війська розгромили їх в ближньому бою практично впритул. Більше нападів не буде; дві бойові групи 1-ї польської танкової дивізії вижили після натиску, незважаючи на те, що вони три дні були в оточенні німецьких військ. Протягом години канадській гренадерській гвардії вдалося прорватися до тих, що залишилися після трьох діб запеклих боїв за висоту 262. До пізнього дня решта 2-ї та 9-ї танкових дивізій СС розпочали відступ до річки Сена. Фалезький проміжок був назавжди закритий, і велика кількість німецьких військ все ще була в пастці в «мішку».
До вечора 21 серпня 1944 року переважна більшість німецьких військ, що залишилися у Фалезькому мішку, капітулювали. Майже всі сильні німецькі формування, які завдали значної шкоди 1-й канадській армії під час Нормандської кампанії, були знищені. Дві танкові дивізії — «Лер» і 9-та СС — тепер існували лише за назвою. Грізна 12-та танкова дивізія СС втратила 94 % своїх танків, майже всі польові гармати та 70 % своєї техніки. Кілька німецьких формувань, зокрема 2-ї та 12-ї танкових дивізій СС, зуміли втекти на схід до річки Сена, хоча й без більшості свого моторизованого обладнання. Консервативні оцінки щодо кількості німецьких солдатів, захоплених у полон у Фалезі, наближаються до 50 000, хоча за деякими оцінками загальні втрати німецьких військ (вбитими і полоненими) у Фалезькому мішку сягали 200 000.

### Результати битви
До 23 серпня частина 7-ї армії вермахту, що вціліли від розгрому, закріпилася вздовж річки Сена, готуючись до оборони Парижа. Одночасно елементи групи армій «G», включаючи 15-у польову та 5-у танкову армію, рушили для боротьби з американськими силами на півдні. Протягом наступного тижня елементи 1-ї канадської армії неодноразово атакували ці німецькі підрозділи на Сені, намагаючись прорватися до портів Ла-Маншу. Увечері 23 серпня частини французької та американської армії увійшли до Парижа.